# 在オークランド日本国総領事館
在オークランド日本国総領事館（英語: Consulate-General of Japan in Auckland）は、ニュージーランド最大の都市オークランドに設置されている日本の総領事館である。
1967年6月5日、在オークランド日本国領事館（英語: Consulate of Japan in Auckland）の設置が定められ、1968年2月に開設された。1971年10月1日、領事館が総領事館に昇格した。

## 住所

### 所在地
Level 15, AIG Building, 41 Shortland St, Auckland

### 私書箱
P.O. Box 3959, Auckland

## 管轄地域
ワイトモ地区、ルアペフ地区、タウポ地区、ワカタネ地区、オポティキ地区及びこれら5地区以北の地域。